# 埃内斯特·卡迪纳

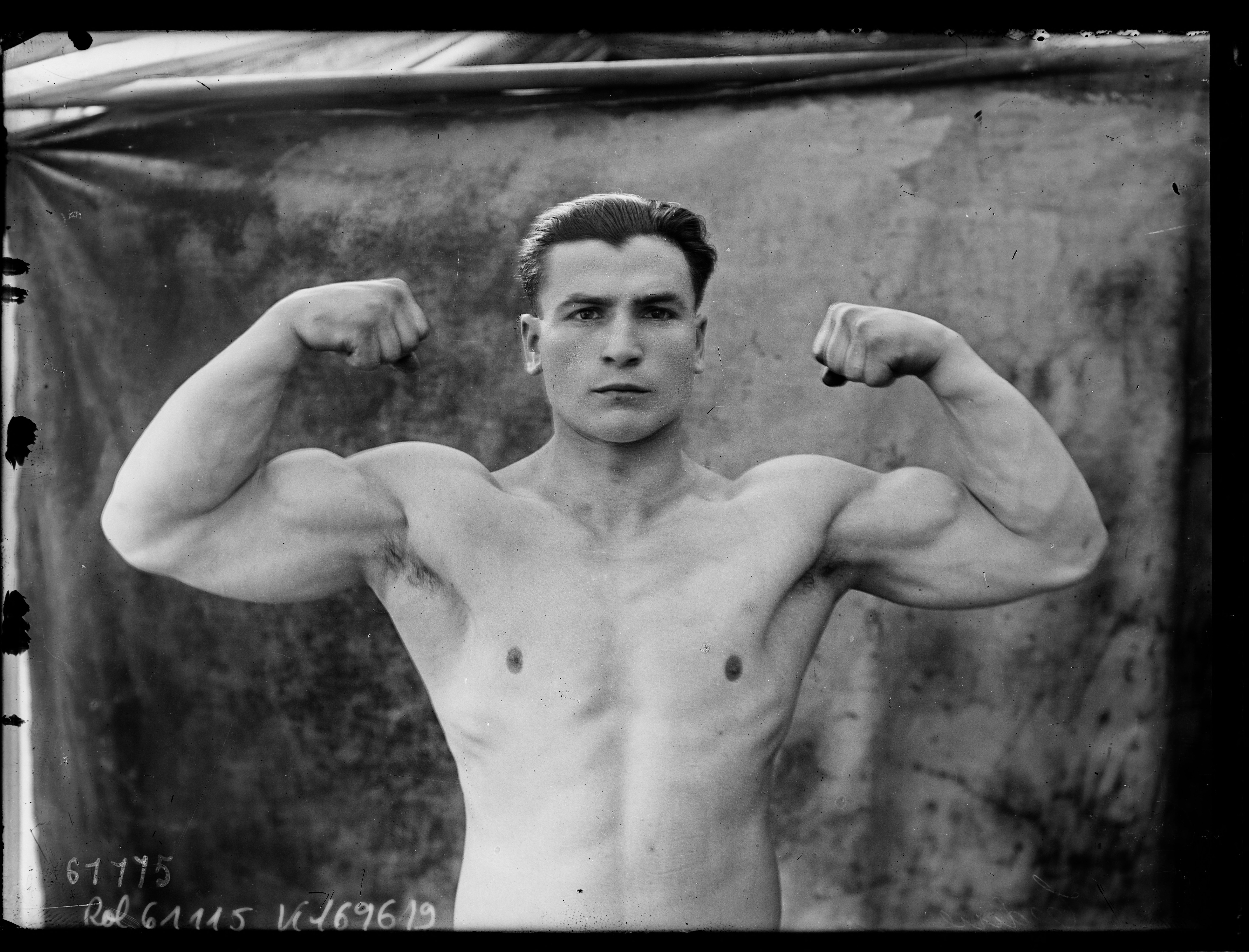
埃内斯特·卡迪纳

埃内斯特·卡迪纳（法語：Ernest Cadine，1893年7月12日—1978年5月28日），法国男子举重运动员。他曾代表法国参加1920年夏季奥林匹克运动会举重比赛，获得男子82.5公斤级金牌。